# Xanthorhoe polygrapharia
Xanthorhoe polygrapharia är en fjärilsart som beskrevs av Jean Baptiste Boisduval 1840. Xanthorhoe polygrapharia ingår i släktet Xanthorhoe och familjen mätare. Inga underarter finns listade i Catalogue of Life.